# Wenatchi
Die Wenatchi (auch: Wenatchee) oder P'squosa bzw. Pisquose, womit sie frühe Pelzhändler bezeichneten, sind ein Indianerstamm in Washington. Heute bevorzugen sie die letztere Bezeichnung, doch hat sie sich noch nicht wieder durchgesetzt. Die Bezeichnung als Wenatchee geht auf die benachbarten Yakama zurück. Kulturell gehören sie zu den Binnen-Salish.
Die Wenatchi lebten traditionell am Zusammenfluss von Columbia und Wenatchee River im Osten Washingtons. Heute leben sie überwiegend in der Colville Indian Reservation, einige in der Yakama Reservation.
Der Name stammt aus dem Sahaptin und bedeutet etwa „Herauskommendes Wasser“. Damit war möglicherweise das aus dem Tumwater Canyon beim heutigen Leavenworth kommende Wasser des Wenatchee gemeint.

## Geschichte

### Frühgeschichte

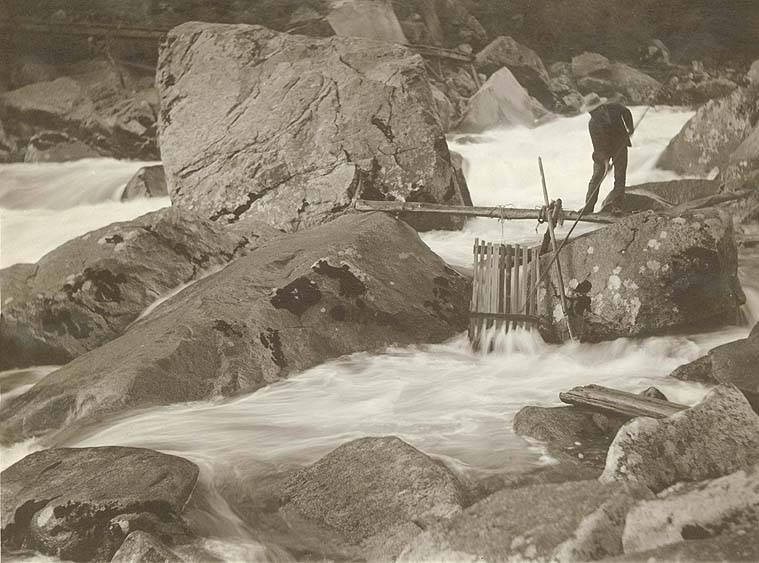
Wenatchi beim Fischen, 1907

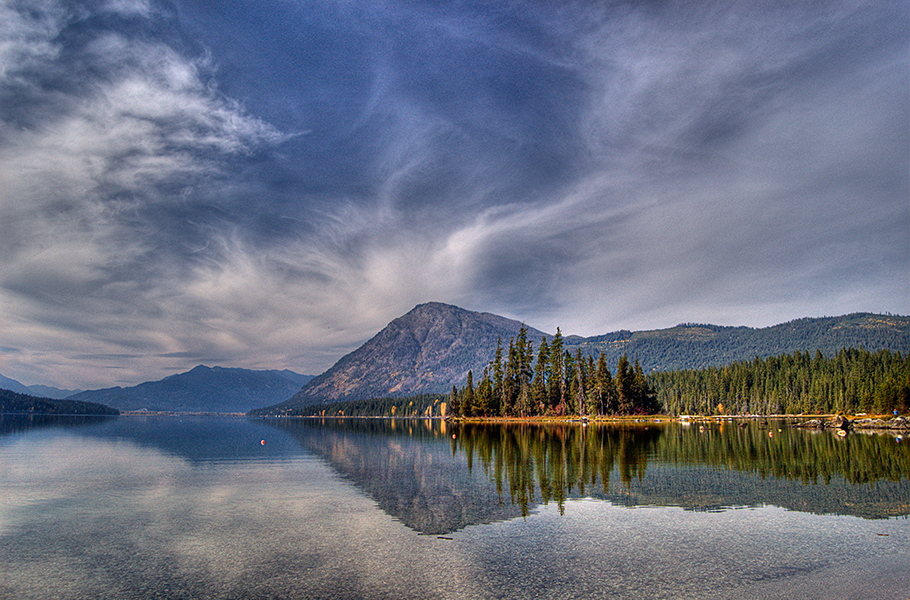
Lake Wenatchee

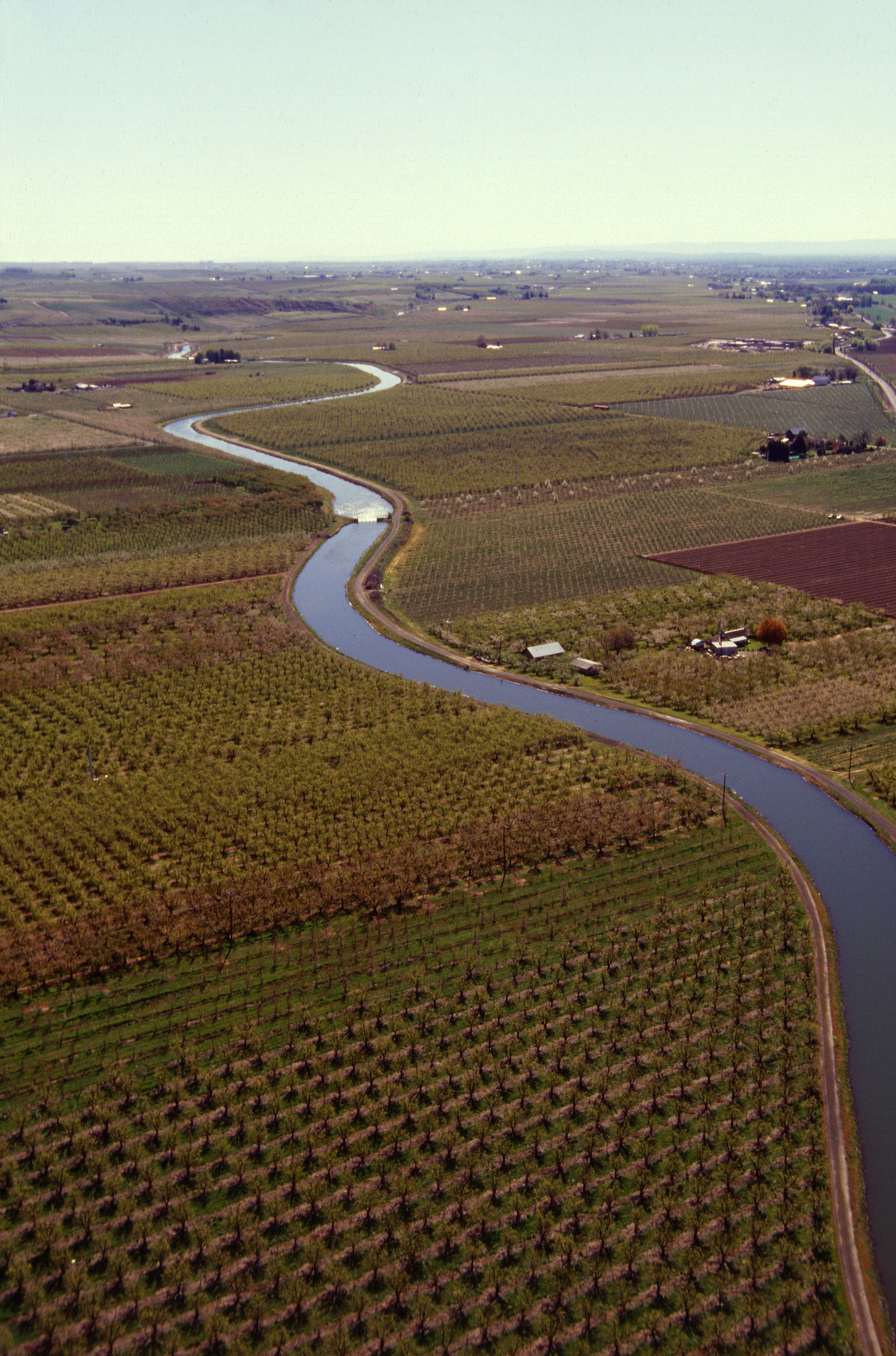
Landbau am Yakima

Die Wenatchi setzten sich aus fünf Gruppen zusammen, die im Entwässerungsgebiet des Wenatchee und im Umkreis seiner Mündung in den Columbia lebten. Einige von ihnen könnten auch im Kittitas-Tal am oberen Yakima River jenseits der Wenatchee Mountains gelebt haben. Einige Anthropologen nehmen an, dass diese Gruppe von Sahaptin sprechenden Gruppen absorbiert wurde und ihre Salish-Sprache aufgab.
Die Wenatchi betrieben einen weiträumigen Handel bis The Dalles und westwärts bis zum Puget Sound. Ihre Lebensweise war, im Gegensatz zu anderen Gruppen der Binnen-Salish, stärker auf die Flüsse ausgerichtet, an denen sie lebten.
Sie lebten in über 20 Dörfern, wobei man um 1780 mit 1.600 bis 2.000 Angehörigen des Stammes rechnet.

### Erste Kontakte mit Weißen, Pockenepidemie
Meriwether Lewis und William Clark bezeichneten sie in ihren Karten als „Wahnaachee“.
1841 trafen Wenatchi auf die See-Expedition von Charles Wilkes. Lieutenant Robert Johnson berichtete, dass die Wenatchi Kartoffeln anbauten, was er auf den Einfluss der Pelzhändler in der Region zurückführte. 1853 erschienen Reiter des Stammes bei Rennen, die für die Prospektoren der Northern Pacific Railway ausgerichtet wurden.
Die Bevölkerung war zu dieser Zeit bereits durch Pockenepidemien und andere Krankheiten zusammengebrochen und 1853 lebten nur noch 300 bis 400 Wenatchi.
1855 kam beim Walla Walla Council der Yakima-Vertrag zustande, den Tecolecun unterzeichnete, doch wehrten sich einige Stämme gegen die Abschiebung in Reservate. Während des folgenden Yakima-Krieges töteten US-Truppen unbeteiligte Dorfbewohner am White River. Im August 1858 hängten sie vier Wenatchi, die Weiße angegriffen haben sollten, ohne ein Gerichtsverfahren. Goldsucher auf dem Weg zum Fraser River, wo Gold gefunden worden war, waren mit mehreren Stämmen in Streit geraten und hatten dabei Quiltenenoch ermordet.

### Missionierung, Reservat
1873 begann der Jesuit Urban Grassi seine Tätigkeit als Missionar. In der Nähe von Cashmere, das damals Mission hieß, entstand 1874 die Missionsstation Saint Francis Xavier. Nach dem großen Erdbeben von 1872 wollte Grassi den Wenatchi-Prediger Patoi gewinnen.
Gleichzeitig weigerten sich die Wenatchi, in das Yakima-Reservat zu gehen, denn nur die gemeinsame Fischerei an der Wenatshapam Fishery verband sie mit den Upper Yakima (heute Yakama).

### Die Beseitigung des Reservats

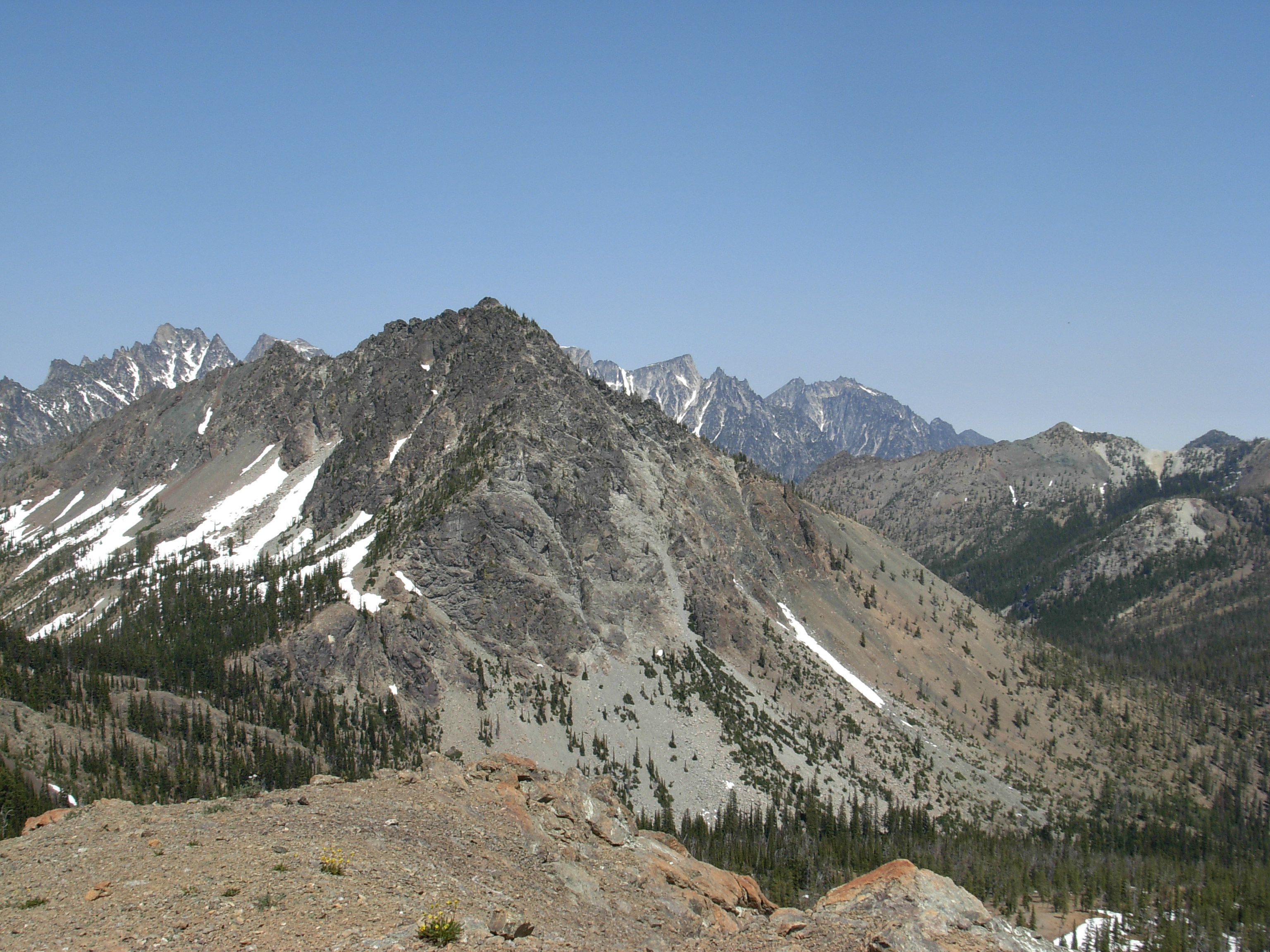
Wenatchee-Berge vom Peak Saddle gesehen

1855 garantierte der Vertrag von Walla Walla ein 36 Quadratmeilen großes Reservat am Zusammenfluss von Icicle und Wenatchi River. Die so genannte Wenatchapam Fishery war eine der bedeutendsten Fischfangstellen im Nordwesten der USA, weil riesige Lachsschwärme hier durchzogen.
1856 markierte Colonel George Wright die Grenzen des Reservats, doch die Regierung unternahm keine Landvermessung. 1858 sagte Captain J.J. Archer zu, das Gebiet zum Dank für die Hilfe für Weiße auf 64 Quadratmeilen zu vergrößern, ein ebenfalls quadratisches Gebiet von 8 mal 8 Meilen. 1870 lebten die ersten weißen Siedler auf dem Gebiet der Wenatchi. 1877 verweigerten die Wenatchi Chief Josephs Nez Perce die Unterstützung beim Krieg gegen die USA. 
1878 empfahl General O.O. Howard der Regierung, das Reservat formal anzuerkennen, doch lag es nun als Rechteck weiter flussaufwärts. 1879/80 kam es zur Einrichtung eines Reservats in der Nähe, des damals noch Moses Columbia Reservation genannten Reservats, das jedoch 1883 bis 1886 schon wieder für weiße Siedler geöffnet wurde. 1885 klagten viele Wenatchi auf Überlassung von Parzellen in ihrem Heimatgebiet, was seit dem Indian Homestead Act aus dem gleichen Jahr möglich war. 1890 waren allerdings schon viele weiße Siedler auf ihrem Gebiet. Nun plante die Pacific Railway, ihre Eisenbahntrasse durch Wenatchi-Gebiet zu bauen.

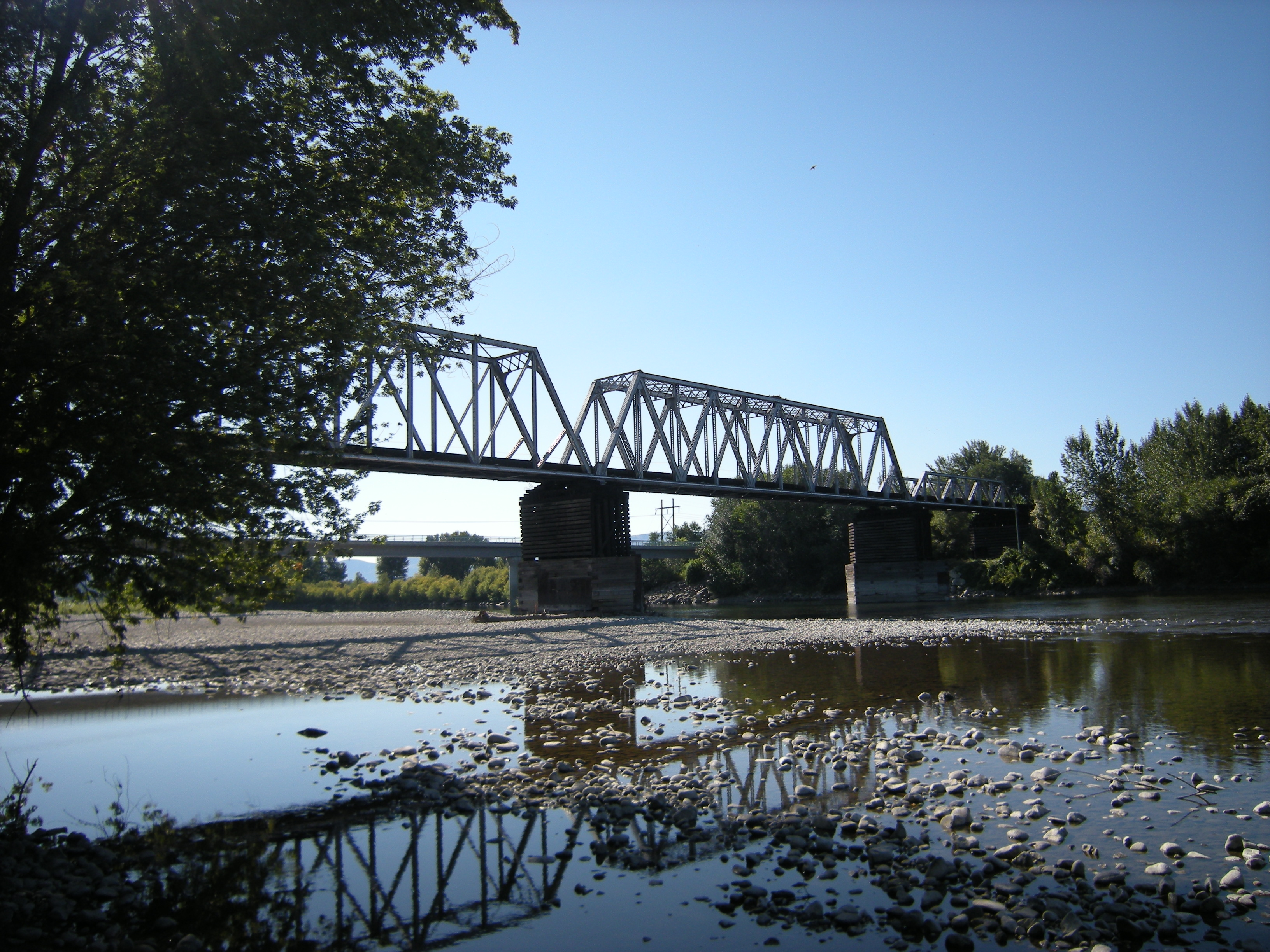
Eisenbahnbrücke über den Wenatchee River

1890 fragte Häuptling Harmelt, was nun aus dem Reservat geworden sei, da Weiße auf ihrem Land siedelten. Erneut im Juli 1892 forderte der Yakama-Agent Jay Lynch den Commissioner of Indian Affairs auf, das Reservat zu vermessen und der Deputy Surveyor Oliver B. Iverson begann auch seine Arbeit, zumal im November Präsident Benjamin Harrison eine entsprechende Anweisung unterschrieben hatte. Dabei wanderte das Reservat jedoch nun weiter nordwärts. Iverson wurde 1893 von dem Agenten L.T. Erwin angewiesen, das Reservat willkürlich noch weiter nordwärts in die Berge zu verlegen. 
Hintergrund war, dass der neue Präsident Grover Cleveland die Great Northern unterstützte, die ihre Bahnlinie mitten durch die Wenatchapam Fishery baute. Agent Lynch wurde durch L. T. Erwin ersetzt. Noch im Mai 1893 protestierten weiße Siedler gegen die immer noch im Raum stehende Vermessung des Reservats. Im August wurden die bereits gesetzten Markierungen zerstört, der neue Agent behauptete, sein Vorgänger habe die Nordverschiebung angeordnet. Im Oktober wies der Innenminister die Beteiligten an, in neue Verhandlungen zu treten. Häuptling Harmelt reiste mit einigen Begleitern nach Fort Simcoe. Erwin versprach mindestens 14.000 Acre große Parzellen. Die Yakima waren bereit, ihren Reservatsteil aufzugeben. Im Mai 1894 protestierte das Landvermessungsamt (General Land Office) gegen die offenkundig falsche Landvermessung und Lokalisierung des Reservats, doch erfuhr der Kongress nichts davon.
Am 8. Januar 1894 verkaufte die Regierung auf Drängen des Yakima-Agenten L. T. Erwin die Fischereirechte der Wenatchee für 20.000 Dollar. Damit wurde auf Yakima-Gebiet der Erwin Ditch gebaut, der der Bewässerung des trockenen Yakima-Reservats diente. Die Wenatchi verloren damit ihr Reservat und erhielten auch keine Siedlungsparzellen. Im August ratifizierte der Kongress das Vertragswerk. Die Abfindung von 9,30 Dollar pro Angehörigem des Stammes lehnten die Wenatchi ab. 1897 fragte der Indian Inspector W. J. McConnell, ob „wir eine Nation von Dieben“ seien.
Harmelt reiste 1899 und 1900 nach Washington, um Protest einzulegen. 1911 siedelten einige Wenatchi, die auf der Liste für den Umzug in die Colville Reservation standen, auf ihrem ehemaligen Land, 12 privatisierte Landstreifen wurden willkürlich in 200 winzige Parzellen zerschnitten. Diese reichten nicht zum Leben. Häuptling Harmelt, der den Kampf um ein Reservat nie aufgegeben hatte, verstarb 1937. Noch 1931 hatten sich 250 Wenatchi bei Cashmere versammelt, und für die Übertragung der Angelegenheit an einen Anwalt gestimmt. Zwar wurde 1933 tatsächlich ein Anwalt engagiert, doch die Regierung untersagte dem Stamm 1935 kurzerhand ein weiteres Vorgehen. Am 4. Juli 1937 brannte das Haus Harmels nieder, wobei er und auch seine Frau ums Leben kamen.

### Gegenwart
1959 galten 153 Bewohner des Colville-Reservats als Angehörige der Wenatchi, 115 weitere Stammesangehörige lebten außerhalb.
Die Wenatchi besitzen heute 480 Acre Land im Wenatchee Valley, einen Bruchteil der versprochenen 36 Quadratmeilen. Doch sind sie weiterhin der Überzeugung, dass sie ihre Rechte vor Gericht erstreiten werden. Ihren Kampf um ein Reservat führen heute die Tochter Harmels und seiner Frau sowie ihre Enkel. 2010 erstritten sie ihre traditionellen Fischereirechte zurück.